# Will Todd
Will Todd (Durham, 14 januari 1970) is een Britse klassieke componist en pianist.

## Biografie
Todd werd geboren in de county Durham, bezocht de Durham School en trad toe tot het koor van de St. Oswald Church in Durham onder leiding van zijn koordirigent David Higgins. Daarna studeerde hij muziek aan de universiteit van Bristol. Hij is een ervaren jazzpianist en treedt regelmatig op met zijn trio, wat van groot belang is voor een van zijn beroemdste werken, zijn Mass in Blue. Mass in Blue (oorspronkelijke titel: Jazz Mass) ging in première door het Hertfordshire Chorus op de Cambridge Corn Exchange in juli 2003 met Will Todd op piano. Todds vrouw Bethany Halliday zong de sopraansolo met het Blue Planet Orchestra en Chorus Hertfordshire, onder leiding van David Tempel.
Zijn The Blackened Man won de tweede prijs op de International Verdi Opera Competition in 2002 en werd later uitgevoerd op het Buxton Festival 2004. Het muziektheaterwerk The Screams of Kitty Genovese is uitgevoerd op het Boston Conservatory en op het New York Musical Theatre Festival. Zijn oratorium Saint Cuthbert, met een libretto van Ben Dunwell over het leven van de heilige, werd uitgevoerd en opgenomen door het Hallé Orchestra and Choir onder leiding van Christopher Austin. Among Angels is geschreven in opdracht van de Genesis Foundation en in première gegaan door The Sixteen in Salzburg. Sweetness and Badness, geschreven voor de Welsh National Youth Opera, was in het najaar van 2006 op tournee en Whirlwind, in opdracht van Streetwise Opera, ging in première in The Sage Gateshead.

## Discografie
- 1989: Winter Dances – voor orkest
- 1992: Midwinter – cantate voor sopraan en bariton, koor en orkest
- 1995: Saint Cuthbert – oratorium voor sopraan, tenor en bariton, koor, orgel en orkest
- 1996: The Burning Road – cantate voor sopraan, bariton, koor en orkest
- 1999: The Screams of Kitty Genovese  voor twaalf zingende acteurs en klein ensemble
- 2000: A Song of Creation – cantate voor koor, kamerkoor, kinderkoor, sopraan, tenor en bas, orgel en orkest
- 2001: The Blackened Man – opera met zeven rollen, koor en groot orkest of kamerorkest
- 2003: Mass in Blue – voor sopraan, koor en jazzensemble of -trio
- 2004: Gala and Gloria – voor sopraan, mezzosopraan, bariton, koor, orkest en brassband
- 2006: Among Angels – 16 stukken voor vierstemmig koor met twee harpen
- 2006: Sweetness and Badness – opera voor vijf zingende vertolkers en kleine ensemble
- 2006: Whirlwind – opera voor vier zingende vertolkers, gemengd koor, klein ensemble en live-geluiden
- 2006: Let us be True – voor vierstemmig koor, solo-violine, piano, orgel, percussie en strijkinstrument. vertoning van Dover Beach van Matthew Arnold
- 2008: You have seen the House Built – voor vierstemmig koor en orgel, opdrachtwerk van de kathedraal van Chichester ter gelegenheid van hun 900-jarige bestaan
- 2009: Requiem – voor sopraan, elektrische gitaar en koor, opdrachtwerk van de Fairhaven Singers, (uitvoering voor sopraan, tenor, orgel en koor première in 2014 in Dortmund)
- 2009: Te Deum – voor sopraan-solo, jeugdkoor, vierstemmig koor en instrumentaal ensemble. Latijnse tekst met aanvullingen van Ben Duwell
- 2009: Clarinet Concerto – voor jazzklarinet en orkest, première door Emma Johnson
- 2012: The Call of Wisdom – voor vierstemmig koor en orgel. Opdrachtwerk als deel van het diamanten troonjubileum van Elizabeth II ter opvoering door het Diamond Choir (2012)
- 2012: Songs of Love – voor vierstemmig koor en jazztrio. opdrachtwerk van het Symphony Silicon Valley Chorale voor hun concert ter gelegenheid van hun 25-jarige bestaan
- 2015 Alice's adventures in Wonderland - een familieopera op een libretto van Maggie Gottlieb

- CiNii: DA18383806
- Gemeinsame Normdatei: 133799085
- International Standard Name Identifier: 0000 0001 3238 9282
- Library of Congress Control Number: no2005094494
- Nationale Bibliotheek van Letland: 000315546
- MusicBrainz: c5fb54c8-cdb6-42c5-843e-745ca03818c2
- Système universitaire de documentation: 254657729
- Virtual International Authority File: 56352696
- WorldCat: E39PBJjHgMMBKcVpdg4KDwpkjC